# Liga Boliviana de Básquetbol 2019
La Libobásquet o Liga Boliviana de Básquetbol 2019 será la sexta temporada del máximo torneo de clubes de básquetbol en Bolivia organizado por la FBB, la cual contará con un único torneo disputado desde el mes de junio hasta septiembre, nuevamente con el formato de grupos y play-offs. El campeón clasificará a la Liga Sudamericana de Clubes 2019.

## Equipos participantes
| Equipo                                                      | Ciudad                 | Temp | Coliseo                                               | Capacidad      |
| ----------------------------------------------------------- | ---------------------- | ---- | ----------------------------------------------------- | -------------- |
| Club La Salle Olympic de Cochabamba                         | Cochabamba             | 5    | Polideportivo Evo Morales Grover Suárez Max Fernández | 12.000 1.500 - |
| Club Deportivo Peñarol de Quillacollo                       | Cochabamba Quillacollo | 6    | Max Fernández                                         | -              |
| Club Deportivo Rubair de Quillacollo                        | Cochabamba Quillacollo | 2    | Max Fernández                                         | -              |
| Club Atlético Nacional Potosí                               | Potosí                 | 1    | Ciudad de Potosí                                      | 10.000         |
| Club Deportivo Calero de Potosí                             | Potosí                 | 5    | Ciudad de Potosí                                      | 10.000         |
| Club Deportivo y Cultural Pichincha de Potosí               | Potosí                 | 6    | Ciudad de Potosí                                      | 10.000         |
| Club Atlético Nacional (CAN)                                | Oruro                  | 6    | Coliseo CAN                                           | 1.500          |
| Club Atlético Ramallo Lafuente (CARL A-Z)                   | Oruro                  | 3    | Luis Lazzo Quinteros                                  | -              |
| Club Deportivo Cultural La Salle de Tarija                  | Tarija                 | 6    | Guadalquivir Básquebol                                | 5.000          |
| Club Amistad Blacmar de Sucre                               | Chuquisaca             | 6    | Polideportivo de Garcilazo                            | 10.000         |
| Club And-1 de La Paz                                        | La Paz                 | 4    | Julio Borelli Viterito                                | 7.500          |
| Club Universidad Autónoma Gabriel René Moreno de Santa Cruz | Santa Cruz             | 6    | Gilberto Pareja                                       | -              |

- Datos desde la temporada 2014

### Entrenadores
| Listado de entrenadores | Listado de entrenadores                  | Listado de entrenadores         |
| Equipo                  | Fechas                                   | Entrenador                      |
| ----------------------- | ---------------------------------------- | ------------------------------- |
| Amistad                 | Todas                                    | Bernie Tarr                     |
| And-1                   | Todas                                    | Igor Ramirez Guerra             |
| Calero                  | Todas                                    | Sandro Alberto Patiño Sánchez   |
| CAN                     | 1º a 10º fecha                           | Guillermo Tasso                 |
| CAN                     | 11º en adelante                          | Matias Martinho                 |
| Carl A-Z                | Todas                                    | Marcelo Mendieta                |
| La Salle Olympic        | 1º a 5º fecha                            | Osvaldo Pedro Saidman Rebollini |
| La Salle Olympic        | 6º en adelante                           | Mathias Nieto                   |
| La Salle                | 1º a 4º fecha                            | Henry Paruta                    |
| La Salle                | 5º en adelante                           | Juan Jose Siemienczuck          |
| Nacional Potosí         | 1º fecha a juego N.º 2 de 4º de final    | Gaston Fernandez                |
| Nacional Potosí         | juego N.º 3 de 4º de final a las finales | Gustavo Noria Borquez           |
| Peñarol                 | Todas                                    | Juan Carlos Beruty              |
| Pichincha               | Todas                                    | Sergio Salas                    |
| Rubair                  | Todas                                    | Jorge Montes Bascope            |
| Universidad             | Todas                                    | Alberto Guardia Saucedo         |

## Sistema de competición
Nuevamente la Libobásquet se jugará una nueva temporada de la Libobásquet con el mismo formato, por problemas económicos el torneo estuvo a punto de suspenderse pero se logró un consenso para que vuelva a jugarse el máximo torneo de clubes a nivel del país.
Se confirmó el descenso del club Vikingos de Tarija por abandono en su último partido contra Universidad de Santa Cruz. El equipo ascendido fue el campeón de la LSBB 2019, el cual fue Nacional Potosí que arrasó en todos sus partidos.
La novena edición iniciará el próximo 14 de junio.

### Primera fase
Se conformaron los 2 grupos para la primera fase, a diferencia de la temporada pasada se cambió de los clásicos interseries a los clásicos nacionales.

### Segunda fase
La fase final de Playoffs se jugará al mejor de 5 partidos en todas las fases (2-2-1).
- Calero vs Pichincha
- CAN vs Carl A-Z
- Rubair vs Peñarol
- La Salle vs Universidad
- La Salle Olympic vs And-1
- Amistad vs Nacional Potosí

## Grupo A
| Equipo             | PJ | PG | PP | CF   | CC   | DIF  | Pts |
| ------------------ | -- | -- | -- | ---- | ---- | ---- | --- |
| Pichincha (Potosí) | 12 | 12 | 0  | 1102 | 836  | +266 | 24  |
| Amistad (Sucre)    | 12 | 7  | 5  | 1036 | 1037 | -1   | 19  |
| Carl A-Z (Oruro)   | 12 | 6  | 6  | 1088 | 1132 | -44  | 18  |
| La Salle (Tarija)  | 12 | 6  | 6  | 965  | 931  | +34  | 18  |
| Calero (Potosí)    | 12 | 4  | 8  | 974  | 988  | -14  | 16  |
| And-1 (La Paz)     | 12 | 1  | 11 | 909  | 1167 | -258 | 13  |

- Actualizada 27/07/19 - 00:28
- Tabla realizada con la app "Mis Torneos".

|  |                               |
|  | Clasificados a los Play-offs. |

| Calero  | 84 – 72  | La Salle  | Ciudad de Potosí        | 13 de junio | 20:00 |
| And-1   | 58 – 93  | Pichincha | Julio Borelli Viteritto | 14 de junio | 20:00 |
| Amistad | 114 – 86 | Carl A-Z  | Polideportivo Garcilazo | 15 de junio | 20:30 |

| And-1     | 82 – 90 | Calero   | Julio Borelli Viteritto | 18 de junio | 20:00 |
| Pichincha | 83 – 79 | Amistad  | Ciudad de Potosí        | 18 de junio | 20:00 |
| La Salle  | 67 – 70 | Carl A-Z | Guadalquivir Básquetbol | 18 de junio | 20:30 |

| Calero    | 71 – 80  | Carl A-Z | Ciudad de Potosí        | 21 de junio | 20:00 |
| Amistad   | 112 – 95 | And-1    | Polideportivo Garcilazo | 21 de junio | 20:30 |
| Pichincha | 94 – 62  | La Salle | Ciudad de Potosí        | 22 de junio | 20:00 |

| Calero   | 71 – 76  | Amistad   | Ciudad de Potosí        | 25 de junio | 20:00 |
| Carl A-Z | 75 – 109 | Pichincha | Luis Lazzo Quinteros    | 25 de junio | 20:00 |
| La Salle | 103 – 72 | And-1     | Guadalquivir Básquetbol | 25 de junio | 20:30 |

| Pichincha | 90 – 51  | Calero   | Ciudad de Potosí        | 28 de junio | 20:00 |
| And-1     | 82 – 101 | Carl A-Z | Julio Borelli Viteritto | 28 de junio | 20:00 |
| Amistad   | 77 – 64  | La Salle | Jorge Revilla Aldana    | 28 de junio | 20:30 |

| Calero   | 72 – 79  | Pichincha        | Ciudad de Potosí        | 2 de julio | 20:00 |
| Carl A-Z | 97 – 104 | CAN              | Luis Lazzo Quinteros    | 2 de julio | 20:00 |
| And-1    | 85 – 77  | La Salle Olympic | Julio Borelli Viteritto | 2 de julio | 20:00 |
| La Salle | 97 – 80  | Universidad      | Guadalquivir Básquetbol | 2 de julio | 20:30 |
| Amistad  | 85 – 83  | Nacional Potosí  | Jorge Revilla Aldana    | 3 de julio | 20:30 |
| Rubair   | 101 – 70 | Peñarol          | Max Fernández           | 3 de julio | 21:00 |

| Pichincha | 111 – 58  | And-1   | Ciudad de Potosí        | 5 de julio | 20:00 |
| Carl A-Z  | 108 – 113 | Amistad | Luis Lazzo Quinteros    | 5 de julio | 20:00 |
| La Salle  | 72 – 70   | Calero  | Guadalquivir Básquetbol | 5 de julio | 20:30 |

| Calero   | 104 – 76  | And-1     | Ciudad de Potosí        | 9 de julio  | 20:00 |
| Amistad  | 82 – 99   | Pichincha | Polideportivo Garcilazo | 9 de julio  | 20:30 |
| Carl A-Z | 104 – 102 | La Salle  | Luis Lazzo Quinteros    | 10 de julio | 20:00 |

| And-1    | 76 – 89   | Amistad   | Viacha                  | 12 de julio | 19:00 |
| Carl A-Z | 108 – 103 | Calero    | Luis Lazzo Quinteros    | 12 de julio | 20:00 |
| La Salle | 72 – 81   | Pichincha | Guadalquivir Básquetbol | 12 de julio | 20:30 |

| Pichincha | 90 – 69  | Carl A-Z | Ciudad de Potosí        | 16 de julio | 20:00 |
| Amistad   | 80 – 100 | Calero   | Polideportivo Garcilazo | 16 de julio | 20:30 |
| And-1     | 63 – 85  | La Salle | Viacha                  | 23 de julio | 20:00 |

| Calero   | 78 – 86  | Pichincha | Ciudad de Potosí        | 19 de julio | 20:00 |
| La Salle | 85 – 68  | Amistad   | Guadalquivir Básquetbol | 19 de julio | 20:30 |
| Carl A-Z | 122 – 90 | And-1     | Luis Lazzo Quinteros    | 21 de julio | 20.00 |

| La Salle Olympic | 80 – 72 | And-1    | Grover Suárez    | 16 de julio | 20:30 |
| Universidad      | 68 – 84 | La Salle | Gilberto Pareja  | 16 de julio | 20:30 |
| Pichincha        | 87 – 80 | Calero   | Ciudad de Potosí | 23 de julio | 20:00 |
| Nacional Potosí  | 87 – 61 | Amistad  | Ciudad de Potosí | 24 de julio | 20:00 |
| Peñarol          | 94 – 91 | Rubair   | Max Fernández    | 24 de julio | 21:00 |
| CAN              | 87 – 68 | Carl A-Z | Coliseo CAN      | 26 de julio | 20:00 |

## Grupo B
| Equipo                   | PJ | PG | PP | CF   | CC   | DIF  | Pts |
| ------------------------ | -- | -- | -- | ---- | ---- | ---- | --- |
| Nacional Potosí (Potosí) | 12 | 10 | 2  | 1168 | 985  | +183 | 22  |
| Rubair (Quillacollo)     | 12 | 8  | 4  | 1031 | 978  | +53  | 20  |
| CAN (Oruro)              | 12 | 6  | 6  | 1087 | 1018 | +69  | 18  |
| La Salle Olympic (Cbba)  | 12 | 4  | 8  | 983  | 1022 | -39  | 16  |
| Peñarol (Quillacollo)    | 12 | 4  | 8  | 952  | 1102 | -150 | 16  |
| Universidad (Santa Cruz) | 12 | 4  | 8  | 900  | 999  | -99  | 16  |

- Actualizada 29/07/19 - 22:53
- Tabla realizada con la app "Mis Torneos".

|  |                               |
|  | Clasificados a los Play-offs. |

| CAN             | 80 – 84 | Rubair           | Coliseo CAN      | 15 de junio | 20:00 |
| Nacional Potosí | 95 – 80 | La Salle Olympic | Ciudad de Potosí | 15 de junio | 20:00 |
| Universidad     | 78 – 72 | Peñarol          | Gilberto Pareja  | 26 de julio | 20:30 |

| La Salle Olympic | 81 – 74  | Peñarol     | Grover Suárez    | 18 de junio | 20:30 |
| Nacional Potosí  | 101 – 87 | CAN         | Ciudad de Potosí | 19 de junio | 20:00 |
| Rubair           | 72 – 86  | Universidad | Max Fernández    | 28 de julio | 11:00 |

| CAN              | 83 – 72   | Universidad     | Coliseo CAN   | 21 de junio | 20:30 |
| La Salle Olympic | 60 – 79   | Rubair          | Grover Suárez | 21 de junio | 20:30 |
| Peñarol          | 108 – 101 | Nacional Potosí | Evo Morales   | 23 de junio | 11:00 |

| Universidad | 86 – 80  | La Salle Olympic | Gilberto Pareja | 25 de junio | 20:30 |
| CAN         | 101 – 67 | Peñarol          | Coliseo CAN     | 26 de junio | 20:30 |
| Rubair      | 63 – 86  | Nacional Potosí  | Max Fernández   | 26 de junio | 21:00 |

| La Salle Olympic | 73 – 96  | CAN         | Grover Suárez    | 28 de junio | 20:30 |
| Nacional Potosí  | 113 – 74 | Universidad | Ciudad de Potosí | 29 de junio | 20:00 |
| Peñarol          | 59 – 80  | Rubair      | Evo Morales      | 30 de junio | 11:00 |

| Calero   | 72 – 79  | Pichincha        | Ciudad de Potosí        | 2 de julio | 20:00 |
| Carl A-Z | 97 – 104 | CAN              | Luis Lazzo Quinteros    | 2 de julio | 20:00 |
| And-1    | 85 – 77  | La Salle Olympic | Julio Borelli Viteritto | 2 de julio | 20:00 |
| La Salle | 97 – 80  | Universidad      | Guadalquivir Básquetbol | 2 de julio | 20:30 |
| Amistad  | 85 – 83  | Nacional Potosí  | Jorge Revilla Aldana    | 3 de julio | 20:30 |
| Rubair   | 101 – 70 | Peñarol          | Max Fernández           | 3 de julio | 21:00 |

| La Salle Olympic | 83 – 94 | Nacional Potosí | Grover Suárez | 5 de julio  | 20:30 |
| Rubair           | 96 – 94 | CAN             | Max Fernández | 5 de julio  | 21:00 |
| Peñarol          | 68 – 65 | Universidad     | Max Fernández | 22 de julio | 21:00 |

| CAN         | 93 – 100 | Nacional Potosí  | Coliseo CAN     | 9 de julio  | 20:30 |
| Peñarol     | 88 – 87  | La Salle Olympic | Max Fernández   | 9 de julio  | 21:00 |
| Universidad | 71 – 73  | Rubair           | Gilberto Pareja | 10 de julio | 20:30 |

| Rubair          | 98 – 92  | La Salle Olympic | Max Fernández    | 12 de julio | 21:00 |
| Nacional Potosí | 119 – 73 | Peñarol          | Ciudad de Potosí | 13 de julio | 20:00 |
| Universidad     | 75 – 70  | CAN              | Gilberto Pareja  | 13 de julio | 20:30 |

| Peñarol          | 95 – 103 | CAN         | Max Fernández    | 16 de julio | 21:00 |
| Nacional Potosí  | 102 – 99 | Rubair      | Ciudad de Potosí | 17 de julio | 20:00 |
| La Salle Olympic | 100 – 66 | Universidad | Grover Suárez    | 29 de julio | 20:30 |

| Rubair      | 95 – 84 | Peñarol          | Max Fernández   | 19 de julio | 21:00 |
| CAN         | 89 – 90 | La Salle Olympic | Coliseo CAN     | 20 de julio | 20:00 |
| Universidad | 79 – 87 | Nacional Potosí  | Gilberto Pareja | 20 de julio | 20:00 |

| La Salle Olympic | 80 – 72 | And-1    | Grover Suárez    | 16 de julio | 20:30 |
| Universidad      | 68 – 84 | La Salle | Gilberto Pareja  | 16 de julio | 20:30 |
| Pichincha        | 87 – 80 | Calero   | Ciudad de Potosí | 23 de julio | 20:00 |
| Nacional Potosí  | 87 – 61 | Amistad  | Ciudad de Potosí | 24 de julio | 20:00 |
| Peñarol          | 94 – 91 | Rubair   | Max Fernández    | 24 de julio | 21:00 |
| CAN              | 87 – 68 | Carl A-Z | Coliseo CAN      | 26 de julio | 20:00 |

### Evolución de la clasificación y resultados
| Jornada / Equipo | 1 | 2 | 3 | 4 | 5 | 6 | 7 | 8 | 9 | 10 | 11 | 12 |
| Jornada / Equipo |   |   |   |   |   |   |   |   |   |    |    |    |
| ---------------- | - | - | - | - | - | - | - | - | - | -- | -- | -- |
| Grupo A          |   |   |   |   |   |   |   |   |   |    |    |    |
| Pichincha        | 1 | 1 | 1 | 1 | 1 | 1 | 1 | 1 | 1 | 1  | 1  | 1  |
| Amistad          | 2 | 3 | 2 | 2 | 2 | 2 | 2 | 2 | 2 | 2  | 2  | 2  |
| Carl A-Z         | 5 | 4 | 4 | 4 | 3 | 3 | 3 | 3 | 3 | 3  | 3  | 3  |
| La Salle         | 4 | 5 | 5 | 5 | 5 | 4 | 4 | 5 | 5 | 5  | 4  | 4  |
| Calero           | 3 | 2 | 3 | 3 | 4 | 5 | 5 | 4 | 4 | 4  | 5  | 5  |
| And-1            | 6 | 6 | 6 | 6 | 6 | 6 | 6 | 6 | 6 | 6  | 6  | 6  |
| Grupo B          |   |   |   |   |   |   |   |   |   |    |    |    |
| Nacional Potosí  | 1 | 1 | 1 | 1 | 1 | 1 | 1 | 1 | 1 | 1  | 1  | 1  |
| Rubair           | 2 | 3 | 2 | 3 | 3 | 3 | 2 | 2 | 2 | 2  | 2  | 2  |
| CAN              | 3 | 4 | 3 | 2 | 2 | 2 | 3 | 3 | 3 | 3  | 3  | 3  |
| La Salle Olympic | 4 | 2 | 4 | 4 | 4 | 4 | 4 | 4 | 4 | 4  | 6  | 4  |
| Peñarol          | 5 | 5 | 5 | 5 | 5 | 5 | 5 | 5 | 5 | 5  | 4  | 5  |
| Universidad      | 6 | 6 | 6 | 6 | 6 | 6 | 6 | 6 | 6 | 6  | 5  | 6  |

|  |                      |
|  | Puestos de play-offs |

| Local / Visita | AMI     | AND    | CAL     | CAZ    | LST     | PIC    |
| -------------- | ------- | ------ | ------- | ------ | ------- | ------ |
| Amistad        |         | 112-95 | 80-100  | 114-86 | 77-64   | 82-99  |
| And-1          | 76-89   |        | 82-90   | 82-101 | 63-85   | 58-93  |
| Calero         | 71-76   | 104-76 |         | 71-80  | 84-72   | 78-86  |
| Carl A-Z       | 108-113 | 122-90 | 108-103 |        | 104-102 | 75-109 |
| La Salle       | 85-68   | 103-72 | 72-70   | 67-70  |         | 72-81  |
| Pichincha      | 83-79   | 111-58 | 90-51   | 90-69  | 94-62   |        |

| Local / Visita   | CAN    | LSO   | NP      | PEÑ    | RUB    | UNI    |
| ---------------- | ------ | ----- | ------- | ------ | ------ | ------ |
| CAN              |        | 89-90 | 93-100  | 101-67 | 80-84  | 83-72  |
| La Salle Olympic | 73-96  |       | 83-94   | 81-74  | 60-79  | 100-66 |
| Nacional Potosí  | 101-87 | 95-80 |         | 119-73 | 102-99 | 113-74 |
| Peñarol          | 95-103 | 88-87 | 108-101 |        | 59-80  | 68-65  |
| Rubair           | 96-94  | 98-92 | 63-86   | 95-84  |        | 72-86  |
| Universidad      | 75-70  | 86-80 | 79-87   | 78-72  | 71-73  |        |

### Equipos igualados en puntos
| Equipo            | PJ | PG | PP | CF  | CC  | DIF | Pts |
| ----------------- | -- | -- | -- | --- | --- | --- | --- |
| Carl A-Z (Oruro)  | 2  | 2  | 0  | 174 | 169 | +5  | 4   |
| La Salle (Tarija) | 2  | 0  | 2  | 169 | 174 | -5  | 2   |

- Carl A-Z se posiciona como tercero por mejor diferencia de cesto entre equipos igualados en puntos.

| Equipo                   | PJ | PG | PP | CF  | CC  | DIF | Pts |
| ------------------------ | -- | -- | -- | --- | --- | --- | --- |
| La Salle Olympic (Cbba)  | 4  | 2  | 2  | 348 | 314 | +34 | 6   |
| Peñarol (Quillacollo)    | 4  | 2  | 2  | 302 | 311 | -9  | 6   |
| Universidad (Santa Cruz) | 4  | 2  | 2  | 295 | 320 | -25 | 6   |

- La Salle Olympic se posiciona como cuarto por mejor diferencia de cesto entre equipos igualados en puntos.

## Líderes de las estadísticas

### Fase Regular
| GENERAL                 | GENERAL                           | GENERAL         | GENERAL |
| Categoría               | Jugador                           | Equipo          | Prom.   |
| ----------------------- | --------------------------------- | --------------- | ------- |
| Puntos por partido      | Adriano De Jesus Barreras Alvarez | Nacional Potosí | 31,3    |
| Dobles por partido      | Kristopher Terrell Frazier        | Amistad         | 9,5     |
| Triples por partido     | Marvin Esteban Cairo Vives        | Peñarol         | 3,9     |
| Asistencias por partido | Ronald Iván Arze Soria            | Pichincha       | 5,1     |
| Rebotes por partido     | Raul Salvatierra Vaca             | Calero          | 13,4    |
| Bloqueos por partido    | Marvin Esteban Cairo Vives        | Peñarol         | 1,5     |
| Robos por partido       | Desmar Tyaun Jackson              | Amistad         | 3,7     |

| PUNTOS PROMEDIO | PUNTOS PROMEDIO                   | PUNTOS PROMEDIO  | PUNTOS PROMEDIO |
| Pos             | Jugador                           | Equipo           | Prom./Pts.      |
| --------------- | --------------------------------- | ---------------- | --------------- |
| 1               | Adriano De Jesus Barreras Álvarez | Nacional Potosí  | 31,3            |
| 2               | Marvin Esteban Cairo Vives        | Peñarol          | 29,4            |
| 3               | Devaughn Yasmin Jones             | Carl A-Z         | 22,0            |
| 4               | Giyoh Shey Ngafi                  | La Salle Olympic | 26,6            |
| 5               | Erbel Del Pietro                  | CAN              | 26,5            |
| 6               | Decorey Aaron Jones               | Carl A-Z         | 24,5            |
| 7               | Sebastian Emanuel Picton          | CAN              | 23,9            |
| 8               | Kristopher Terrell Frazier        | Amistad          | 23,11           |
| 9               | Leonardo Miguel Catelotti         | La Salle Olympic | 22,5            |
| 10              | Jeronimo Baron                    | AND-1            | 22,0            |

| REBOTES PROMEDIO | REBOTES PROMEDIO                | REBOTES PROMEDIO | REBOTES PROMEDIO |
| Pos              | Jugador                         | Equipo           | Prom./Rbs.       |
| ---------------- | ------------------------------- | ---------------- | ---------------- |
| 1                | Raul Salvatierra Vaca           | Calero           | 13,4             |
| 2                | Kristopher Terrell Frazier      | Amistad          | 11,6             |
| 3                | Decorey Aaron Jones             | Carl A-Z         | 11,5             |
| 4                | Devaughn Yasmin Jones           | Carl A-Z         | 10,5             |
| 5                | Lisandro Rasio                  | CAN              | 10,5             |
| 6                | Antone Dean Robinson Jr.        | Pichincha        | 10,3             |
| 7                | Agustín Ambrosino               | Nacional Potosí  | 9,9              |
| 8                | Marvin Esteban Cairo Vives      | Peñarol          | 9,3              |
| 9                | Sebastian Emanuel Picton        | CAN              | 9,1              |
| 10               | Gregoris Eduardo Curvelo Suárez | Rubair           | 8,9              |

| ASISTENCIAS PROMEDIO | ASISTENCIAS PROMEDIO              | ASISTENCIAS PROMEDIO | ASISTENCIAS PROMEDIO |
| Pos                  | Jugador                           | Equipo               | Prom./As.            |
| -------------------- | --------------------------------- | -------------------- | -------------------- |
| 1                    | Ronald Iván Arze Soria            | Pichincha            | 5,1                  |
| 2                    | John Henry Merchant III           | Carl A-Z             | 4,4                  |
| 3                    | Camilo Dueñas Torrejón            | Amistad              | 4,3                  |
| 4                    | Adriano De Jesus Barreras Alvarez | Nacional Potosí      | 4,3                  |
| 5                    | Reimer Ulises Machado Serrano     | Rubair               | 3,9                  |
| 6                    | Agustín Ambrosino                 | Nacional Potosí      | 3,8                  |
| 7                    | Sebastian Emanuel Picton          | CAN                  | 3,7                  |
| 8                    | Cristhian Camargo Llanos          | Nacional Potosí      | 3,6                  |
| 9                    | Warren Girard Jones Jr.           | Calero               | 3,6                  |
| 10                   | Celmar Jesús Alanes Coca          | CAN                  | 3,5                  |

| TAPONES PROMEDIO | TAPONES PROMEDIO               | TAPONES PROMEDIO | TAPONES PROMEDIO |
| Pos              | Jugador                        | Equipo           | Prom./Bl.        |
| ---------------- | ------------------------------ | ---------------- | ---------------- |
| 1                | Marvin Esteban Cairo Vives     | Peñarol          | 1,5              |
| 2                | Jonathan Deanel Cathey Macklin | Calero           | 1,4              |
| 3                | Kristopher Terrell Frazier     | Amistad          | 0,8              |
| 4                | Decorey Aaron Jones            | Carl A-Z         | 0,8              |
| 5                | Yordani Jaca Calderon          | Rubair           | 0,8              |
| 6                | Booyi Muusa Dama               | Pichincha        | 0,7              |
| 7                | Edgar Balcazar Gonzales        | Universidad      | 0,7              |
| 9                | Olaniyi Biyon Akingugbe        | CAN              | 0,7              |
| 8                | Pablo Nicolas Crausaz Fuentes  | Universidad      | 0,7              |
| 10               | Terrance Christopher Motley    | La Salle         | 0,6              |

| RECUPERACIONES PROMEDIO | RECUPERACIONES PROMEDIO         | RECUPERACIONES PROMEDIO | RECUPERACIONES PROMEDIO |
| Pos                     | Jugador                         | Equipo                  | Prom./Rec.              |
| ----------------------- | ------------------------------- | ----------------------- | ----------------------- |
| 1                       | Desmar Tyaun Jackson            | Amistad                 | 3,7                     |
| 2                       | Cristhian Camargo Llanos        | Nacional Potosí         | 2,6                     |
| 3                       | Hijad Rabi Wright               | Amistad                 | 2,2                     |
| 4                       | Warren Girard Jones Jr.         | Calero                  | 2,0                     |
| 5                       | Rino Alejandro Parra Bristott   | Peñarol                 | 2,0                     |
| 6                       | Reimer Ulises Machado Serrano   | Rubair                  | 2,0                     |
| 7                       | Manuel Cuevas Gallardo          | La Salle                | 1,9                     |
| 8                       | Antone Dean Robinson Jr.        | Pichincha               | 1,9                     |
| 9                       | Eynar Rojas Coca                | And-1                   | 1,9                     |
| 10                      | Diego Hernan Burgos Salvatierra | Universidad             | 1,9                     |

| FALTAS RECIBIDAS PROMEDIO | FALTAS RECIBIDAS PROMEDIO         | FALTAS RECIBIDAS PROMEDIO | FALTAS RECIBIDAS PROMEDIO |
| Pos                       | Jugador                           | Equipo                    | Prom./FR.                 |
| ------------------------- | --------------------------------- | ------------------------- | ------------------------- |
| 1                         | Erbel Del Pietro                  | CAN                       | 7,3                       |
| 2                         | Cristhian Camargo Llanos          | Nacional Potosí           | 6,7                       |
| 3                         | Warren Girard Jones Jr.           | Calero                    | 6,6                       |
| 4                         | Gregoris Eduardo Curvelo Suarez   | Rubair                    | 6,6                       |
| 5                         | Adriano De Jesus Barreras Alvarez | Nacional Potosí           | 6,6                       |
| 6                         | Devaughn Yasmin Jones             | Carl A-Z                  | 6,5                       |
| 7                         | Lisandro Rasio                    | CAN                       | 6,5                       |
| 8                         | Kristopher Terrell Frazier        | Amistad                   | 6,2                       |
| 9                         | Jeronimo Baron                    | Rubair                    | 6,0                       |
| 10                        | Leonardo Miguel Catelotti         | La Salle Olympic          | 5,5                       |

| DOS PUNTOS CONVERTIDOS PROMEDIO | DOS PUNTOS CONVERTIDOS PROMEDIO   | DOS PUNTOS CONVERTIDOS PROMEDIO | DOS PUNTOS CONVERTIDOS PROMEDIO |
| Pos                             | Jugador                           | Equipo                          | Prom./2Pts.                     |
| ------------------------------- | --------------------------------- | ------------------------------- | ------------------------------- |
| 1                               | Kristopher Terrell Frazier        | Amistad                         | 9,5                             |
| 2                               | Devaughn Yasmin Jones             | Carl A-Z                        | 8,8                             |
| 3                               | Leonardo Miguel Catelotti         | La Salle Olympic                | 8,6                             |
| 4                               | Gregoris Eduardo Curvelo Suarez   | Rubair                          | 8,1                             |
| 5                               | Decorey Aaron Jones               | Carl A-Z                        | 7,4                             |
| 6                               | Adriano De Jesus Barreras Alvarez | Nacional Potosí                 | 7,3                             |
| 7                               | Erbel Del Pietro                  | CAN                             | 7,3                             |
| 8                               | Antone Dean Robinson Jr.          | Pichincha                       | 7,1                             |
| 9                               | Sebastian Emanuel Picton          | CAN                             | 6,9                             |
| 10                              | Martavius Cruzor Adams            | Amistad                         | 6,9                             |

| TRES PUNTOS CONVERTIDOS PROMEDIO | TRES PUNTOS CONVERTIDOS PROMEDIO  | TRES PUNTOS CONVERTIDOS PROMEDIO | TRES PUNTOS CONVERTIDOS PROMEDIO |
| Pos                              | Jugador                           | Equipo                           | Prom./3Pts.                      |
| -------------------------------- | --------------------------------- | -------------------------------- | -------------------------------- |
| 1                                | Marvin Esteban Cairo Vives        | Peñarol                          | 3,9                              |
| 2                                | Pedro Antonio Gutiérrez López     | Calero                           | 3,4                              |
| 3                                | Giyoh Shey Ngafi                  | La Salle Olympic                 | 3,3                              |
| 4                                | Adriano De Jesus Barreras Álvarez | Nacional Potosí                  | 3,3                              |
| 5                                | Eynar Rojas Coca                  | And-1                            | 3,2                              |
| 6                                | Fernando Ovidio Cadario Pizarro   | CAN                              | 3,2                              |
| 7                                | Diego Olguin Pol                  | Rubair                           | 3,1                              |
| 8                                | Desmar Tyaun Jackson              | Amistad                          | 2,8                              |
| 9                                | Mauro Javier Calvimonte Quiroga   | Peñarol                          | 2,8                              |
| 10                               | George Attitebi Williams II       | La Salle                         | 2,6                              |

| PÉRDIDAS PROMEDIO | PÉRDIDAS PROMEDIO               | PÉRDIDAS PROMEDIO | PÉRDIDAS PROMEDIO |
| Pos               | Jugador                         | Equipo            | Prom./Pts.        |
| ----------------- | ------------------------------- | ----------------- | ----------------- |
| 1                 | Reimer Ulises Machado Serrano   | Rubair            | 4,6               |
| 2                 | Gregoris Eduardo Curvelo Suarez | Rubair            | 3,6               |
| 3                 | Oscar Salvador Barrancos Rojas  | Universidad       | 3,6               |
| 4                 | Martin Ochoa Castañon           | La Salle          | 3,5               |
| 5                 | Diego Hernan Burgos Salvatierra | Universidad       | 3,3               |
| 6                 | Jeronimo Baron                  | And-1             | 3,0               |
| 7                 | Cristhian Camargo Llanos        | Nacional Potosí   | 2,9               |
| 8                 | Leonardo Miguel Catelotti       | La Salle Olympic  | 2,9               |
| 9                 | Diego Olguin Pol                | Rubair            | 2,8               |
| 10                | Ronald Iván Arze Soria          | Pichincha         | 2,8               |

- Actualizada al 30 de julio de 2019.
- Datos de la página oficial de Federación Boliviana de Básquetbol.

## Play-offs
|  | Cuartos de final  | Cuartos de final  | Cuartos de final  |                 |    | Semifinales        | Semifinales        | Semifinales        |  |    | Finales               | Finales               | Finales               |  |
|  | 2 al 12 de agosto | 2 al 12 de agosto | 2 al 12 de agosto |                 |    | 16 al 27 de agosto | 16 al 27 de agosto | 16 al 27 de agosto |  |    | 6 al 10 de septiembre | 6 al 10 de septiembre | 6 al 10 de septiembre |  |
|  |                   |                   |                   |                 |    |                    |                    |                    |  |    |                       |                       |                       |  |
|  |                   |                   |                   |                 |    |                    |                    |                    |  |    |                       |                       |                       |  |
|  | 1A                | Pichincha         | 3                 |                 |    |                    |                    |                    |  |    |                       |                       |                       |  |
|  | 1A                | Pichincha         | 3                 |                 |    |                    |                    |                    |  |    |                       |                       |                       |  |
|  | 4B                | La Salle Olympic  | 0                 |                 |    |                    |                    |                    |  |    |                       |                       |                       |  |
|  | 4B                | La Salle Olympic  | 0                 |                 | 1A | Pichincha          | 3                  |                    |  |    |                       |                       |                       |  |
|  |                   |                   |                   |                 | 1A | Pichincha          | 3                  |                    |  |    |                       |                       |                       |  |
|  |                   |                   | 2B                | Rubair          | 0  |                    |                    |                    |  |    |                       |                       |                       |  |
|  | 2B                | Rubair            | 2B                | Rubair          | 0  | 3                  |                    |                    |  |    |                       |                       |                       |  |
|  | 2B                | Rubair            |                   |                 |    |                    |                    |                    |  |    |                       |                       |                       |  |
|  | 3A                | Carl A-Z          | 1                 |                 |    |                    |                    |                    |  |    |                       |                       |                       |  |
|  | 3A                | Carl A-Z          | 1                 |                 |    |                    |                    |                    |  | 1A | Pichincha             | 3                     |                       |  |
|  |                   |                   |                   |                 |    |                    |                    |                    |  | 1A | Pichincha             | 3                     |                       |  |
|  |                   |                   | 1B                | Nacional Potosí | 0  |                    |                    |                    |  |    |                       |                       |                       |  |
|  | 1B                | Nacional Potosí   | 1B                | Nacional Potosí | 0  | 3                  |                    |                    |  |    |                       |                       |                       |  |
|  | 1B                | Nacional Potosí   |                   |                 |    |                    |                    |                    |  |    |                       |                       |                       |  |
|  | 4A                | La Salle          | 0                 |                 |    |                    |                    |                    |  |    |                       |                       |                       |  |
|  | 4A                | La Salle          | 0                 |                 | 1B | Nacional Potosí    | 3                  |                    |  |    |                       |                       |                       |  |
|  |                   |                   |                   |                 | 1B | Nacional Potosí    | 3                  |                    |  |    |                       |                       |                       |  |
|  |                   |                   | 3B                | CAN             | 2  |                    |                    |                    |  |    |                       |                       |                       |  |
|  | 2A                | Amistad           | 3B                | CAN             | 2  | 1                  |                    |                    |  |    |                       |                       |                       |  |
|  | 2A                | Amistad           |                   |                 |    |                    |                    |                    |  |    |                       |                       |                       |  |
|  | 3B                | CAN               | 3                 |                 |    |                    |                    |                    |  |    |                       |                       |                       |  |
|  | 3B                | CAN               | 3                 |                 |    |                    |                    |                    |  |    |                       |                       |                       |  |
|  |                   |                   |                   |                 |    |                    |                    |                    |  |    |                       |                       |                       |  |

- Nota: En cada llave, el equipo que figura en la parte superior de la llave cuentan con ventaja de campo.

### Cuartos de final
Pichincha vs La Salle Olympic
| 5 de agosto, 20:00 | Pichincha                                                       | 96–49                | La Salle Olympic                                            | Potosí                                                                             |  |  |
|                    | Parciales: 32-9, 15-7, 29-11, 20-22                             |                      |                                                             |                                                                                    |  |  |
|                    | Estadísticas Antone Robinson 19 Antone Robinson 14 Rene Calvo 5 | Reporte Pts Reb Asts | Estadísticas 15 Giyoh Shey 6 Miguel Barriola 2 Ariel Callau | Pabellón: Ciudad de Potosí Árbitros: Franklin García Mario Guerra Rodrigo Mendieta |  |  |
| Serie: 1 - 0       |                                                                 |                      |                                                             |                                                                                    |  |  |
|                    |                                                                 |                      |                                                             |                                                                                    |  |  |

| 6 de agosto, 20:00 | Pichincha                                                                | 77–69                | La Salle Olympic                                                | Potosí                                                                            |  |  |
|                    | Parciales: 19-25, 15-11, 21-19, 22-14                                    |                      |                                                                 |                                                                                   |  |  |
|                    | Estadísticas Antone Robinson Jr. 28 Antone Robinson Jr. 10 Ronald Arze 7 | Reporte Pts Reb Asts | Estadísticas 20 Miguel Barriola 11 Miguel Barriola 3 Giyoh Shey | Pabellón: Ciudad de Potosí Árbitros: Tito Ugarte Hugo De La Riva Alejandro Vargas |  |  |
| Serie: 2 - 0       |                                                                          |                      |                                                                 |                                                                                   |  |  |
|                    |                                                                          |                      |                                                                 |                                                                                   |  |  |

| 9 de agosto, 20:30 | La Salle Olympic                                              | 76–82                | Pichincha                                              | Cochabamba              |  |  |
|                    | Parciales: 12-21, 20-20, 27-26, 17-15                         |                      |                                                        |                         |  |  |
|                    | Estadísticas Giyoh Shey 27 Miguel Barriola 10 Mario Guillen 3 | Reporte Pts Reb Asts | Estadísticas 19 Booyi Dama 10 Rene Calvo 6 Ronald Arze | Pabellón: Grover Suárez |  |  |
| Serie: 0 - 3       |                                                               |                      |                                                        |                         |  |  |
|                    |                                                               |                      |                                                        |                         |  |  |

Rubair vs Carl A-Z
| 2 de agosto, 21:00 | Rubair                                                          | 96–100               | Carl A-Z                                                                  | Quillacollo, Cochabamba                                                       |  |  |
|                    | Parciales: 23-22, 26-20, 26-31, 21-27                           |                      |                                                                           |                                                                               |  |  |
|                    | Estadísticas Reimer Machado 24 Pablo Agreda 10 Reimer Machado 6 | Reporte Pts Reb Asts | Estadísticas 36 John Merchant III 9 John Merchant III 4 John Merchant III | Pabellón: Max Fernández Árbitros: Jhassmany Choque Arturo Murillo Pastor Cruz |  |  |
| Serie: 0 - 1       |                                                                 |                      |                                                                           |                                                                               |  |  |
|                    |                                                                 |                      |                                                                           |                                                                               |  |  |

| 3 de agosto, 21:00 | Rubair                                                                  | 81–49                | Carl A-Z                                                          | Quillacollo, Cochabamba                                                         |  |  |
|                    | Parciales: 18-10, 17-12, 18-10, 28-17                                   |                      |                                                                   |                                                                                 |  |  |
|                    | Estadísticas Gregoris Curvelo 24 Gregoris Curvelo 22 Gregoris Curvelo 7 | Reporte Pts Reb Asts | Estadísticas 9 Mauricio Fernandez 8 John Merchant 4 John Merchant | Pabellón: Max Fernández Árbitros: Vladimir Revollo Jhassmany Choque Pastor Cruz |  |  |
| Serie: 1 - 1       |                                                                         |                      |                                                                   |                                                                                 |  |  |
|                    |                                                                         |                      |                                                                   |                                                                                 |  |  |

| 9 de agosto, 20:30 | Carl A-Z                                                      | 81–98                | Rubair                                                                 | Oruro                                                                                |  |  |
|                    | Parciales: 15-26, 10-30, 27-21, 29-21                         |                      |                                                                        |                                                                                      |  |  |
|                    | Estadísticas John Merchant 24 Mauricio Tola 8 John Merchant 7 | Reporte Pts Reb Asts | Estadísticas 23 Reimer Machado 18 Gregoris Curvelo 12 Gregoris Curvelo | Pabellón: Luis Lazzo Quinteros Árbitros: Vladimir Revollo Jerry Rivero Percy Moreira |  |  |
| Serie: 1 - 2       |                                                               |                      |                                                                        |                                                                                      |  |  |
|                    |                                                               |                      |                                                                        |                                                                                      |  |  |

| 10 de agosto, 20:30 | Carl A-Z                                                       | 89–96                | Rubair                                                                   | Oruro                                                                                  |  |  |
|                     | Parciales: 31-22, 20-23, 14-29, 24-22                          |                      |                                                                          |                                                                                        |  |  |
|                     | Estadísticas John Merchant 30 John Merchant 11 John Merchant 6 | Reporte Pts Reb Asts | Estadísticas 35 Gregoris Curvelo 15 Gregoris Curvelo 4 Miguel Justiniano | Pabellón: Luis Lazzo Quinteros Árbitros: Esrrael Condori Jhonny Zambrana Zenon Miranda |  |  |
| Serie: 1 - 3        |                                                                |                      |                                                                          |                                                                                        |  |  |
|                     |                                                                |                      |                                                                          |                                                                                        |  |  |

Amistad vs CAN
| 3 de agosto, 20:30 | Amistad                                                              | 81–90                | CAN                                                              | Sucre                                                                                |  |  |
|                    | Parciales: 13-21, 24-19, 30-25, 14-25                                |                      |                                                                  |                                                                                      |  |  |
|                    | Estadísticas Desmar Jackson 29 Kristopher Frazier 13 Carlos Romero 4 | Reporte Pts Reb Asts | Estadísticas 29 Erbel Del Pietro 9 Albert Flores 6 Celmar Alanes | Pabellón: Jorge Revilla Aldana Árbitros: Ariel Almendras Daniel Vega Jhonny Zambrana |  |  |
| Serie: 0 - 1       |                                                                      |                      |                                                                  |                                                                                      |  |  |
|                    |                                                                      |                      |                                                                  |                                                                                      |  |  |

| 4 de agosto, 16:00 | Amistad                                                                   | 77–74                | CAN                                                                   | Sucre                                                                                 |  |  |
|                    | Parciales: 27-11, 17-24, 12-26, 21-13                                     |                      |                                                                       |                                                                                       |  |  |
|                    | Estadísticas Kristopher Frazier 18 Kristopher Frazier 11 Gustavo Vargas 5 | Reporte Pts Reb Asts | Estadísticas 24 Erbel Del Pietro 16 Lisandro Rasio 4 Erbel Del Pietro | Pabellón: Jorge Revilla Aldana Árbitros: Franklin García Ariel Almendras Mario Guerra |  |  |
| Serie: 1 - 1       |                                                                           |                      |                                                                       |                                                                                       |  |  |
|                    |                                                                           |                      |                                                                       |                                                                                       |  |  |

| 9 de agosto, 20:00 | CAN                                                                   | 90–82                | Amistad                                                             | Oruro                                                                          |  |  |
|                    | Parciales: 27-17, 25-15, 19-24, 19-26                                 |                      |                                                                     |                                                                                |  |  |
|                    | Estadísticas Fernando Cadario 25 Lisandro Rasio 17 Sebastian Picton 4 | Reporte Pts Reb Asts | Estadísticas 22 Kristopher Frazier 8 Carlos Romero 4 Desmar Jackson | Pabellón: Coliseo CAN Árbitros: Ariel Almendras Arturo Murillo Hugo De La Riva |  |  |
| Serie: 2 - 1       |                                                                       |                      |                                                                     |                                                                                |  |  |
|                    |                                                                       |                      |                                                                     |                                                                                |  |  |

| 10 de agosto, 20:00 | CAN                                                                 | 92–74                | Amistad                                                                       | Oruro                                                                       |  |  |
|                     | Parciales: 21-16, 27-10, 19-33, 25-15                               |                      |                                                                               |                                                                             |  |  |
|                     | Estadísticas Fernando Cadario 21 Lisandro Rasio 11 Lisandro Rasio 8 | Reporte Pts Reb Asts | Estadísticas 19 Kristopher Frazier 12 Kristopher Frazier 4 Kristopher Frazier | Pabellón: Coliseo CAN Árbitros: Arturo Murillo Jerry Rivero Hugo De La Riva |  |  |
| Serie: 3 - 1        |                                                                     |                      |                                                                               |                                                                             |  |  |
|                     |                                                                     |                      |                                                                               |                                                                             |  |  |

Nacional Potosí vs La Salle
| 2 de agosto, 20:00 | Nacional Potosí                                                            | 81–72                | La Salle                                                          | Potosí                     |  |  |
|                    | Parciales: 13-15, 17-21, 26-15, 25-21                                      |                      |                                                                   |                            |  |  |
|                    | Estadísticas Agustín Ambrosino 19 Agustín Ambrosino 14 Agustín Ambrosino 8 | Reporte Pts Reb Asts | Estadísticas 24 George Williams II 7 Martin Ochoa 2 Manuel Cuevas | Pabellón: Ciudad de Potosí |  |  |
| Serie: 1 - 0       |                                                                            |                      |                                                                   |                            |  |  |
|                    |                                                                            |                      |                                                                   |                            |  |  |

| 3 de agosto, 20:00 | Nacional Potosí                                                          | 80–79                | La Salle                                                       | Potosí                     |  |  |
|                    | Parciales: 17-18, 17-26, 18-18, 28-17                                    |                      |                                                                |                            |  |  |
|                    | Estadísticas Adriano Barreras 28 Agustín Ambrosino 13 Adriano Barreras 3 | Reporte Pts Reb Asts | Estadísticas 21 Manuel Cuevas 9 Terrance Motley 6 Martin Ochoa | Pabellón: Ciudad de Potosí |  |  |
| Serie: 2 - 0       |                                                                          |                      |                                                                |                            |  |  |
|                    |                                                                          |                      |                                                                |                            |  |  |

| 9 de agosto, 20:30 | La Salle                                                         | 74–85                | Nacional Potosí                                                           | Tarija                                                                                |  |  |
|                    | Parciales: 22-18, 17-16, 20-21, 15-30                            |                      |                                                                           |                                                                                       |  |  |
|                    | Estadísticas George Williams II 23 Martin Ochoa 9 Martin Ochoa 2 | Reporte Pts Reb Asts | Estadísticas 28 Adriano Barreras 15 Cristhian Camargo 3 Agustín Ambrosino | Pabellón: Guadalquivir Básquetbol Árbitros: Jassmany Choque Daniel Jiménez Raul Rivas |  |  |
| Serie: 0 - 3       |                                                                  |                      |                                                                           |                                                                                       |  |  |
|                    |                                                                  |                      |                                                                           |                                                                                       |  |  |

### Semifinales
Pichincha vs Rubair
| 16 de agosto, 20:00 | Pichincha                                                         | 109–76               | Rubair                                                               | Potosí                                                                           |  |  |
|                     | Parciales: 34-21, 29-17, 27-25, 19-13                             |                      |                                                                      |                                                                                  |  |  |
|                     | Estadísticas Booyi Muusa 28 Antone Robinson Jr. 11 Ronald Arze 11 | Reporte Pts Reb Asts | Estadísticas 22 Gregoris Curvelo 7 Gregoris Curvelo 4 Reimer Machado | Pabellón: Ciudad de Potosí Árbitros: Jassmany Choque Tito Ugarte Jhonny Zambrana |  |  |
| Serie: 1 - 0        |                                                                   |                      |                                                                      |                                                                                  |  |  |
|                     |                                                                   |                      |                                                                      |                                                                                  |  |  |

| 17 de agosto, 20:00 | Pichincha                                                                 | 100–83               | Rubair                                                                   | Potosí                                                                                |  |  |
|                     | Parciales: 25-24, 24-19, 25-22, 26-18                                     |                      |                                                                          |                                                                                       |  |  |
|                     | Estadísticas Antone Robinson Jr. 29 Antone Robinson Jr. 15 Ronald Arze 15 | Reporte Pts Reb Asts | Estadísticas 32 Gregoris Curvelo 10 Gregoris Curvelo 6 Miguel Justiniano | Pabellón: Ciudad de Potosí Árbitros: Vladimir Revollo Jerry Rivero Juan Carlos Torrez |  |  |
| Serie: 2 - 0        |                                                                           |                      |                                                                          |                                                                                       |  |  |
|                     |                                                                           |                      |                                                                          |                                                                                       |  |  |

| 23 de agosto, 21:00 | Rubair                                                              | 76–80                | Pichincha                                                           | Quillacollo, Cochabamba |  |  |
|                     | Parciales: 21-25, 15-22, 20-15, 20-18                               |                      |                                                                     |                         |  |  |
|                     | Estadísticas Gregoris Curvelo 28 Gregoris Curvelo 13 Diego Olguin 5 | Reporte Pts Reb Asts | Estadísticas 20 Antone Robinson Jr. 12 Booyi Muusa 3 Jovonni Shuler | Pabellón: Max Fernández |  |  |
| Serie: 0 - 3        |                                                                     |                      |                                                                     |                         |  |  |
|                     |                                                                     |                      |                                                                     |                         |  |  |

Nacional Potosí vs CAN
| 19 de agosto, 20:00 | Nacional Potosí                                                          | 93–92                | CAN                                                                   | Potosí                     |  |  |
|                     | Parciales: 26-27, 28-20, 16-20, 23-25                                    |                      |                                                                       |                            |  |  |
|                     | Estadísticas Adriano Barreras 30 Cristhian Camargo 10 Adriano Barreras 9 | Reporte Pts Reb Asts | Estadísticas 21 Erbel Del Pietro 10 Lisandro Rasio 4 Sebastian Picton | Pabellón: Ciudad de Potosí |  |  |
| Serie: 1 - 0        |                                                                          |                      |                                                                       |                            |  |  |
|                     |                                                                          |                      |                                                                       |                            |  |  |

| 20 de agosto, 20:00 | Nacional Potosí                                                          | 74–71                | CAN                                                                 | Potosí                                                                              |  |  |
|                     | Parciales: 16-20, 25-18, 19-14, 14-19                                    |                      |                                                                     |                                                                                     |  |  |
|                     | Estadísticas Agustín Ambrosino 17 Cristhian Camargo 9 Adriano Barreras 4 | Reporte Pts Reb Asts | Estadísticas 16 Fernando Cadario 10 Lisandro Rasio 5 Lisandro Rasio | Pabellón: Ciudad de Potosí Árbitros: Daniel Jimenez Esrrael Condori Hugo De La Riva |  |  |
| Serie: 2 - 0        |                                                                          |                      |                                                                     |                                                                                     |  |  |
|                     |                                                                          |                      |                                                                     |                                                                                     |  |  |

| 23 de agosto, 20:00 | CAN                                                                   | 112–76               | Nacional Potosí                                                  | Oruro                                                                          |  |  |
|                     | Parciales: 33-11, 30-26, 27-16, 22-23                                 |                      |                                                                  |                                                                                |  |  |
|                     | Estadísticas Fernando Cadario 29 Lisandro Rasio 10 Sebastian Picton 7 | Reporte Pts Reb Asts | Estadísticas 20 Marco Recamo 7 Howard Crawford 5 Howard Crawford | Pabellón: Coliseo CAN Árbitros: Jassmany Choque Ariel Almendras Arturo Murillo |  |  |
| Serie: 1 - 2        |                                                                       |                      |                                                                  |                                                                                |  |  |
|                     |                                                                       |                      |                                                                  |                                                                                |  |  |

| 24 de agosto, 20:30 | CAN                                                             | 96–94                | Nacional Potosí                                                           | Oruro                                                                      |  |  |
|                     | Parciales: 25-34, 21-25, 24-24, 26-11                           |                      |                                                                           |                                                                            |  |  |
|                     | Estadísticas Celmar Alanes 26 Lisandro Rasio 15 Celmar Alanes 2 | Reporte Pts Reb Asts | Estadísticas 35 Cristhian Camargo 14 Cristhian Camargo 3 Adriano Barreras | Pabellón: Coliseo CAN Árbitros: Daniel Jimenez Arturo Murillo Jerry Rivero |  |  |
| Serie: 2 - 2        |                                                                 |                      |                                                                           |                                                                            |  |  |
|                     |                                                                 |                      |                                                                           |                                                                            |  |  |

| 27 de agosto, 20:00 | Nacional Potosí                                                         | 63–62                | CAN                                                              | Potosí                                                                            |  |  |
|                     | Parciales: 18-13, 17-15, 14-16, 14-18                                   |                      |                                                                  |                                                                                   |  |  |
|                     | Estadísticas Adriano Barreras 27 Adriano Barreras 9 Agustín Ambrosino 3 | Reporte Pts Reb Asts | Estadísticas 16 Lisandro Rasio 11 Lisandro Rasio 5 Celmar Alanes | Pabellón: Ciudad de Potosí Árbitros: Franklin García Mario Guerra Jhonny Zambrana |  |  |
| Serie: 3 - 2        |                                                                         |                      |                                                                  |                                                                                   |  |  |
|                     |                                                                         |                      |                                                                  |                                                                                   |  |  |

### Finales
Pichincha vs Nacional Potosí
| 6 de septiembre, 20:30 | Pichincha                                                              | 79–77                | Nacional Potosí                                                           | Potosí                                                                           |  |  |
|                        | Parciales: 22-15, 19-25, 20-24, 18-13                                  |                      |                                                                           |                                                                                  |  |  |
|                        | Estadísticas Jovonni Shuler 21 Jovonni Shuler 12 Ricardo Covarrubias 3 | Reporte Pts Reb Asts | Estadísticas 23 Cristhian Camargo 7 Agustín Ambrosino 5 Agustín Ambrosino | Pabellón: Ciudad de Potosí Árbitros: Jassmany Choque Esrrael Condori Tito Ugarte |  |  |
| Serie: 1 - 0           |                                                                        |                      |                                                                           |                                                                                  |  |  |
|                        |                                                                        |                      |                                                                           |                                                                                  |  |  |

| 7 de septiembre, 20:00 | Nacional Potosí                                                           | 70–76                | Pichincha                                                                | Potosí                                                                        |  |  |
|                        | Parciales: 14-21, 13-13, 22-18, 21-24                                     |                      |                                                                          |                                                                               |  |  |
|                        | Estadísticas Cristhian Camargo 18 Adriano Barreras 12 Cristhian Camargo 4 | Reporte Pts Reb Asts | Estadísticas 21 Antone Robinson Jr. 13 Antone Robinson Jr. 2 Ronald Arze | Pabellón: Ciudad de Potosí Árbitros: Daniel Vega Ariel Almendras Jerry Rivero |  |  |
| Serie: 0 - 2           |                                                                           |                      |                                                                          |                                                                               |  |  |
|                        |                                                                           |                      |                                                                          |                                                                               |  |  |

| 10 de septiembre, 20:00 | Pichincha                                                            | 97–91                | Nacional Potosí                                                           | Potosí                                                                          |  |  |
|                         | Parciales: 27-16, 17-22, 21-18, 32-35                                |                      |                                                                           |                                                                                 |  |  |
|                         | Estadísticas Antone Robinson Jr. 27 Antone Robinson 13 Ronald Arze 3 | Reporte Pts Reb Asts | Estadísticas 35 Adriano Barreras 10 Cristhian Camargo 7 Cristhian Camargo | Pabellón: Ciudad de Potosí Árbitros: Daniel Jimenez Jassmany Choque Daniel Vega |  |  |
| Serie: 3 - 0            |                                                                      |                      |                                                                           |                                                                                 |  |  |
|                         |                                                                      |                      |                                                                           |                                                                                 |  |  |

### Plantilla del equipo campeón
| Pichincha (Potosí)         | Pichincha (Potosí)              | Pichincha (Potosí) | Pichincha (Potosí) | Pichincha (Potosí) | Pichincha (Potosí) | Pichincha (Potosí)                 |
| Num                        | Jugador                         | Pos                | PJ                 | Altura             | Ciudad Natal       | Edad                               |
| -------------------------- | ------------------------------- | ------------------ | ------------------ | ------------------ | ------------------ | ---------------------------------- |
| 0                          | Antone Dean Robinson Jr         | P                  | 21                 | 2,03 m (6′ 8″)     | West Haven, CT     | 28 de julio de 1989 (35 años)      |
| 3                          | Jovonni Durelle Shuler          | E                  | 21                 | 1,95 m (6′ 5″)     | Lake Placid, FL    | 11 de noviembre de 1987 (37 años)  |
| 5                          | Luis Osvaldo Salinas Bacure     | A                  | 16                 | 1,94 m (6′ 4″)     | Tarija             | 18 de septiembre de 1998 (26 años) |
| 7                          | Luis Alberto Fuertes Flores     | P                  | 20                 | 1,83 m (6′ 0″)     | Potosí             | 20 de marzo de 1988 (37 años)      |
| 10                         | Ronald Iván Arze Soria          | B                  | 20                 | 1,75 m (5′ 9″)     | Cochabamba         | 22 de mayo de 1993 (31 años)       |
| 10                         | Luis Oscar Velasco Alvarez      | E                  | 9                  |                    |                    | 12 de mayo de 1990 (34 años)       |
| 15                         | Wilson Romay Flores             | E                  | 17                 | 1,81 m (5′ 11″)    | Potosí             | 08 de marzo de 1988 (37 años)      |
| 16                         | Jose Arnold Perez Leon          | AP                 | 14                 | 1,95 m (6′ 5″)     | Yacuiba, Tarija    | 19 de enero de 2000 (25 años)      |
| 21                         | Ariel Ramiro Calizaya Velasquez |                    | 13                 |                    | Sucre              | 20 de enero de 1987 (38 años)      |
| 22                         | Bernardo Fabio Choque Romero    |                    | 1                  |                    |                    | 28 de febrero de 2004 (21 años)    |
| 23                         | René Antonio Calvo Vidales      | E                  | 21                 | 1,93 m (6′ 4″)     | Sucre              | 19 de mayo de 1993 (31 años)       |
| 25                         | Booyi Muusa Dama                | A                  | 21                 | 2,07 m (6′ 9″)     | Parakou            | 03 de julio de 1996 (28 años)      |
| 52                         | Juan Jared Soliz Zambrana       |                    | 1                  |                    | Potosí             | 20 de septiembre de 2001 (23 años) |
| 77                         | Ricardo Covarrubias Rivera      | A                  | 18                 | 1,91 m (6′ 3″)     | Cochabamba         | 17 de diciembre de 1995 (29 años)  |
| Entrenador: Fabricio Salas |                                 |                    |                    |                    |                    |                                    |

- Datos de la página oficial de FIBA y la Federación Boliviana de Básquetbol.
- Se cuentan todos los partidos del torneo.

### Equipo del Torneo
Los siguientes jugadores fueron los mejores jugadores de la temporada 2019.
| Posición  | Jugador                           | Club            | Pt-Reb-As |
| --------- | --------------------------------- | --------------- | --------- |
| Base      | Ronald Iván Arze Soria            | Pichincha       | 13-5-6    |
| Escolta   | Adriano De Jesus Barreras Álvarez | Nacional Potosí | 27-5-4    |
| Alero     | Gregory Eduardo Curvelo Suarez    | Rubair          | 23-11-3   |
| Ala-Pívot | Kristopher Terrell Frazier        | Amistad         | 22-11-1   |
| Pívot     | Antone Dean Robinson Jr.          | Pichincha       | 20-10-2   |

## Liguilla de Descenso
La fase final de la liguilla de descenso se jugará al mejor de 3 partidos en todas las fases.

### Ronda 1
Calero vs Universidad
| 31 de julio, 20:30 | Universidad                                                      | 78–94                | Calero                                                                 | Santa Cruz                |  |  |
|                    | Parciales: 30-21, 13-25, 12-33, 23-15                            |                      |                                                                        |                           |  |  |
|                    | Estadísticas Pablo Crausaz 22 Oscar Barrancos 14 Pablo Crausaz 5 | Reporte Pts Reb Asts | Estadísticas 36 Warren Jones Jr. 15 Raul Salvatierra 4 Pedro Gutiérrez | Pabellón: Gilberto Pareja |  |  |
| Serie: 0 - 1       |                                                                  |                      |                                                                        |                           |  |  |
|                    |                                                                  |                      |                                                                        |                           |  |  |

| 3 de agosto, 15:00 | Calero                                                                 | 125–75               | Universidad                                                      | Potosí                                                                              |  |  |
|                    | Parciales: 28-14, 24-14, 35-23, 38-24                                  |                      |                                                                  |                                                                                     |  |  |
|                    | Estadísticas Pedro Gutierrez 32 Raul Salvatierra 12 Warren Jones Jr. 6 | Reporte Pts Reb Asts | Estadísticas 21 Edgar Balcazar 12 Jiovani Rojas 2 Edgar Balcazar | Pabellón: Ciudad de Potosí Árbitros: Juan Carlos Torrez Raul Rivas Fernando Cabrera |  |  |
| Serie: 2 - 0       |                                                                        |                      |                                                                  |                                                                                     |  |  |
|                    |                                                                        |                      |                                                                  |                                                                                     |  |  |

Peñarol vs And-1
| 31 de julio, 20:00 | And-1                                                         | 93–68                | Peñarol                                                       | La Paz                                                                                 |  |  |
|                    | Parciales: 29-14, 16-17, 26-18, 22-19                         |                      |                                                               |                                                                                        |  |  |
|                    | Estadísticas Dariel Maza 18 Benjamin Merritt 11 Eynar Rojas 5 | Reporte Pts Reb Asts | Estadísticas 26 Marvin Cairo 14 Teodoro Romero 1 Marvin Cairo | Pabellón: Julio Borelli Viteritto Árbitros: Jerry Rivero Wilfredo Moncada Jorge Canaza |  |  |
| Serie: 1 - 0       |                                                               |                      |                                                               |                                                                                        |  |  |
|                    |                                                               |                      |                                                               |                                                                                        |  |  |

| 4 de agosto, 21:00 | Peñarol                                                          | 111–80               | And-1                                                         | Quillacollo, Cochabamba                                                        |  |  |
|                    | Parciales: 28-16, 16-21, 35-22, 32-21                            |                      |                                                               |                                                                                |  |  |
|                    | Estadísticas Marvin Cairo 31 Marvin Cairo 16 Alejandro Alvarez 8 | Reporte Pts Reb Asts | Estadísticas 24 Dariel Maza 10 Benjamin Merritt 2 Dariel Maza | Pabellón: Max Fernández Árbitros: Esrrael Condori abricio Flores Zenon Miranda |  |  |
| Serie: 1 - 1       |                                                                  |                      |                                                               |                                                                                |  |  |
|                    |                                                                  |                      |                                                               |                                                                                |  |  |

| 5 de agosto, 21:00 | Peñarol                                                         | 98–78                | And-1                                                                  | Quillacollo, Cochabamba                                                         |  |  |
|                    | Parciales: 24-15, 26-13, 28-18, 20-32                           |                      |                                                                        |                                                                                 |  |  |
|                    | Estadísticas Marvin Cairo 26 Everth Vila 16 Alejandro Álvarez 8 | Reporte Pts Reb Asts | Estadísticas 32 Benjamin Merritt 10 Benjamin Merritt 2 Cristhian Ortiz | Pabellón: Max Fernández Árbitros: Esrrael Condori Fabricio Flores Zenon Miranda |  |  |
| Serie: 2 - 1       |                                                                 |                      |                                                                        |                                                                                 |  |  |
|                    |                                                                 |                      |                                                                        |                                                                                 |  |  |

### Ronda 2
And-1 vs Universidad
| 8 de agosto, 20:30 | Universidad                                                      | 101–75               | And-1                                                    | Santa Cruz                |  |  |
|                    | Parciales: 22-23, 16-13, 30-17, 33-22                            |                      |                                                          |                           |  |  |
|                    | Estadísticas Richard Ford Jr. 25 Luis Mercado 12 Pablo Crausaz 6 | Reporte Pts Reb Asts | Estadísticas 27 Dariel Maza 10 Dariel Maza 4 Eynar Rojas | Pabellón: Gilberto Pareja |  |  |
| Serie: 1 - 0       |                                                                  |                      |                                                          |                           |  |  |
|                    |                                                                  |                      |                                                          |                           |  |  |

| 10 de agosto, 21:30 | And-1                                                              | 91–81                | Universidad                                                          | La Paz                                                                                     |  |  |
|                     | Parciales: 24-19, 11-12, 23-26, 33-24                              |                      |                                                                      |                                                                                            |  |  |
|                     | Estadísticas Benjamin Merritt 30 Benjamin Merritt 12 Dariel Maza 6 | Reporte Pts Reb Asts | Estadísticas 27 Arnoldo Mercado 18 Arndoldo Mercado 2 Edgar Balcazar | Pabellón: Julio Borelli Viteritto Árbitros: Franklin García Mario Guerra Jhonnatan Foronda |  |  |
| Serie: 1 - 1        |                                                                    |                      |                                                                      |                                                                                            |  |  |
|                     |                                                                    |                      |                                                                      |                                                                                            |  |  |

| 11 de agosto, 21:30 | And-1                                                       | 68–75                | Universidad                                                          | La Paz                                                                                     |  |  |
|                     | Parciales: 8-19, 20-16, 19-18, 21-22                        |                      |                                                                      |                                                                                            |  |  |
|                     | Estadísticas Dariel Maza 24 Dariel Maza 15 Diego Orihuela 3 | Reporte Pts Reb Asts | Estadísticas 26 Arnoldo Mercado 10 Arnoldo Mercado 2 Oscar Barrancos | Pabellón: Julio Borelli Viteritto Árbitros: Franklin García Mario Guerra Jhonnatan Foronda |  |  |
| Serie: 1 - 2        |                                                             |                      |                                                                      |                                                                                            |  |  |
|                     |                                                             |                      |                                                                      |                                                                                            |  |  |

And-1 descendió de la Libobásquet